# 대소왕
대소왕(帶素王, 기원전 60년 ~ 22년 음력 2월, 재위: 기원전 24년~서기 22년 2월)은 부여의 왕으로 성은 해(解)이고 이름은 대소(帶素)이다. 고구려와 대립하다가 대무신왕의 공격을 받아 사망하였다. 그의 사망 후에 동부여는 분열되어 큰 사고가 났다.

## 생애
대소는 금와(金蛙)의 장자로 태어난 때는 알 수 없다. 금와의 아들은 모두 7명이었는데, 서자였던 주몽의 용명이 뛰어났기 때문에 대소와 6형제가 모두 주몽을 시기하였다. 대소는 금와에게 주몽이 후환이 될 것이니 죽일 것을 청하였으나 금와가 거부하였다. 그러나 대소는 계속 주몽을 죽이려고 모의하였고, 결국 주몽은 부여를 탈출하여 기원전 37년 고구려를 건국하였다. 기원전 24년 이후에 금와가 죽자 대소가 즉위하였다.
대소는 고구려와 적대하였는데, 기원전 6년에 인질을 교환하고 화친할 것을 강요하였다. 유리명왕은 부여의 국력을 두려워하여 태자 도절(都切)을 인질로 보내려 하였으나 태자가 거부하여 인질 교환이 결렬되었다. 이에 대소는 5만의 병력으로 고구려를 침공하였으나 큰 눈으로 동사자가 많이 발생하여 성과 없이 퇴각하였다. 서기 9년에 다시 고구려에 복속할 것을 종용하였는데, 고구려의 태자 무휼(無恤)이 외교적 담판을 지어 사신을 물러가게 하였다. 13년에는 고구려를 다시 침공하였으나 무휼이 학반령(鶴盤嶺)에서 복병으로 공격하여 크게 패배하였다.
20년에 대소는 고구려에 몸통은 두 개인데 머리는 하나뿐인 붉은 까마귀를 보내며 “까마귀는 검은 법인데, 이제 빛이 변하여 붉게 되었고, 또한 머리는 하나인데 몸이 둘이니, 이는 두 나라가 병합될 징조이다.”라고 위협하였다. 그러나 대무신왕이 “검은색은 북방의 색인데, 이제 변하여 남방의 색이 되었다. 또한 붉은 까마귀는 상서로운 것이다. 그런데 그대가 이것을 얻었으나 가지지 못하고 내게 보냈으니 양국의 존망은 알 길이 없구나.”라고 답하였다. 대소는 대무신왕의 답변에 놀라 후회했다고 한다.
21년 12월 대무신왕이 부여를 침공했다. 22년 2월 대무신왕이 부여의 남쪽을 침공하여 진흙 수렁 근처에 진을 치자, 대소왕은 고구려군이 준비할 틈을 주지 않고 기습을 했다. 그러나 대소왕의 말이 진흙 수렁에 빠져 움직이지 못하게 되어 고구려의 괴유(怪由)에게 참수되어 전사하였다. 대소가 전사한 이후에도 부여군은 용감히 싸워 고구려군을 포위 공격하여 크게 승리하였으나, 왕을 잃은 부여는 혼란에 빠져 국력이 약화되고 나라가 분열되었다.

## 사후 분열
대소왕의 막내 동생이었던 갈사왕은 나라가 장차 망할 것을 예감하고 100여 명의 부하를 이끌고 피난하였다. 압록곡(鴨淥谷)에 이르렀을 때 마침 해두국왕(海頭國王)이 사냥 나온 것을 발견하여 그를 죽이고 백성을 빼앗아 22년 음력 4월 갈사수(曷思水) 가에 도읍을 정하였다. 이 나라를 갈사국 또는 갈사부여라 부른다.
대소왕의 종제(從第, 사촌동생)는 고구려 대무신왕 5년(서기 22년) 7월에 부여 사람 1만여 명을 이끌고 고구려에 투항하였다. 그가 말하기를 "대소왕이 죽고 부여가 망하자 백성들은 의지할 곳이 없고, 대소왕의 동생(→갈사왕)은 도망하여 갈사에 도읍을 정하였고, 나는 어리석은 사람이라 부여를 부흥시킬 수 없다"라고 투항한 이유를 말하였다. 이에 고구려 대무신왕은 그의 등에 줄무늬가 있어 낙씨(絡氏)라는 성을 내리고 부여왕으로 봉한 후 고구려 연나부(掾那部)에 거주하게 하였다.

## 가계
- 증조부 : 해모수왕(解慕漱王)
- 증조모 : 미상
  - 조부 : 해부루왕(解夫婁王)
  - 조모 : 미상
    - 부왕 : 금와왕(金蛙王, 기원전 89년?~기원전 24년, 재위: 기원전 60년~기원전 24년)
    - 모후 : 미상
      - 국왕 : 해대소(解帶素, ? ~기원전 22년, 재위: 기원전 24년~기원전 22년) 동부여 마지막 왕
      - 동생 : 갈사왕(曷思王, 생몰년 미상, 재위: 기원전 22년~ ?) 갈사부여의 왕
        - 종손녀 : 해씨 부인

      - 사촌 동생 : 미상 동부여왕에 책봉됨, 낙씨(絡氏)의 시조

## 대중 문화속에 나타나는 대소왕
- 《주몽》(MBC, 2006년~2007년, 배우: 김승수)
- 《바람의 나라》(KBS, 2008년~2009년, 배우: 한진희)
- 주몽 의 꿈 ebs 2005 원기준

## 참고 문헌
- 김부식, 《삼국사기》
- 인명사전편찬위원회, 대소왕, 《인명사전》, 민중서관, 2002년

## 같이 보기
- 동명성왕
- 유리명왕
- 대무신왕
- 괴유
- 갈사왕

| 전임 금와왕 | 제3대 동부여 왕 기원전 24년경 ~ 22년 | 후임 시왕(후대) 갈사왕(갈사국) |